# Rhipsalis pachyptera
Rhipsalis pachyptera är en kaktusväxtart som beskrevs av Louis Ludwig Karl Georg Pfeiffer. Rhipsalis pachyptera ingår i släktet Rhipsalis och familjen kaktusväxter. Inga underarter finns listade i Catalogue of Life.

## Bildgalleri

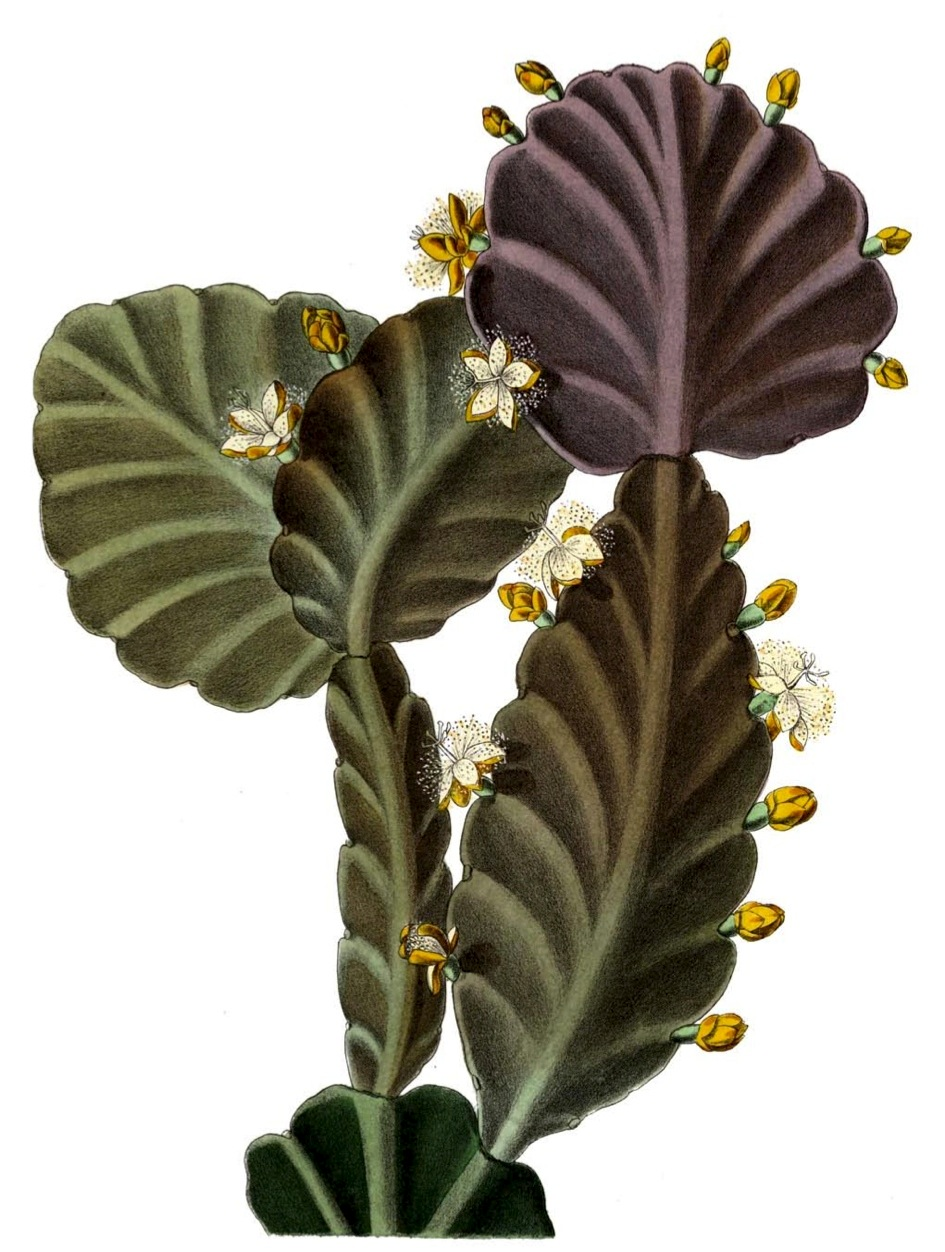
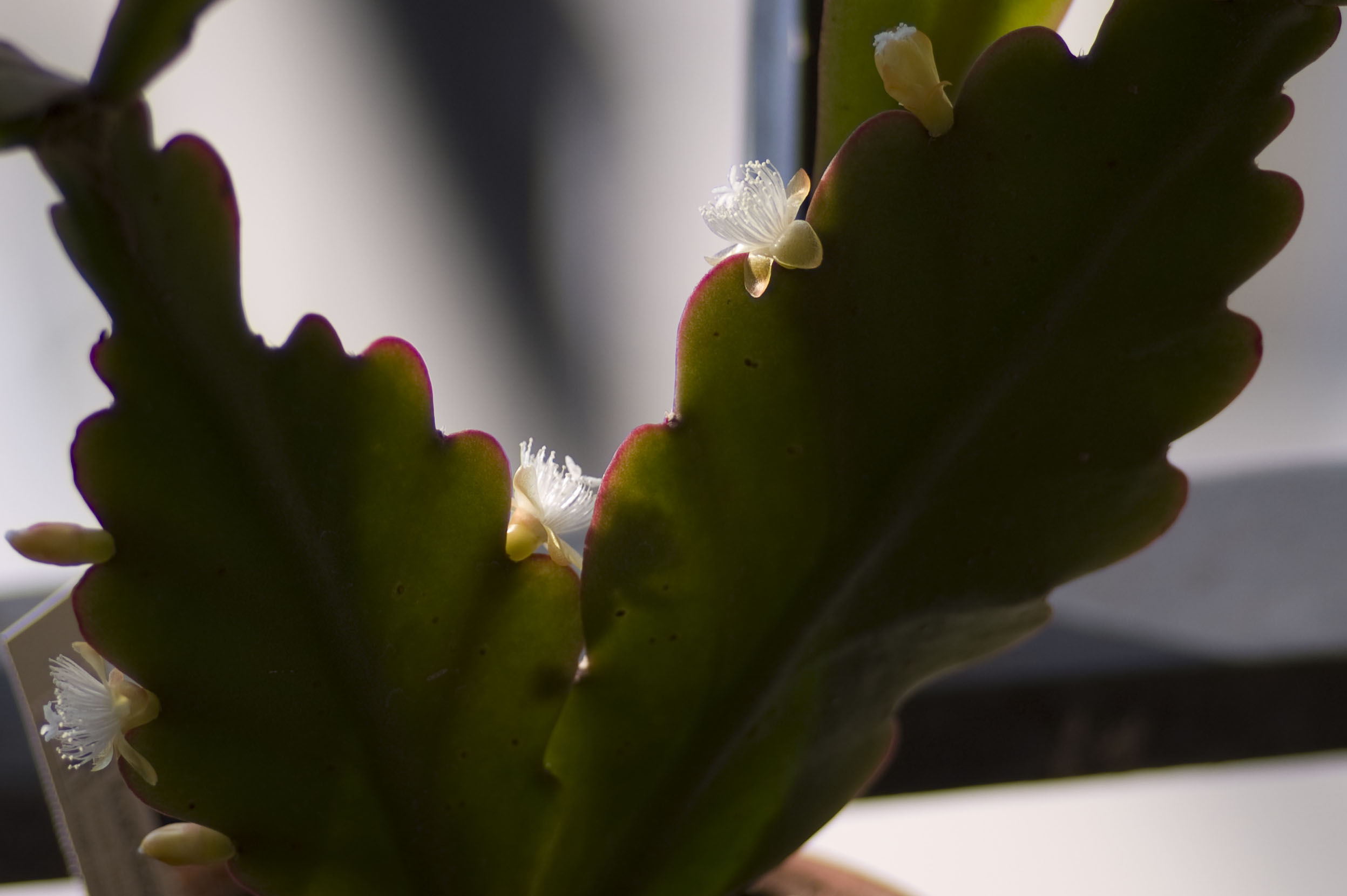
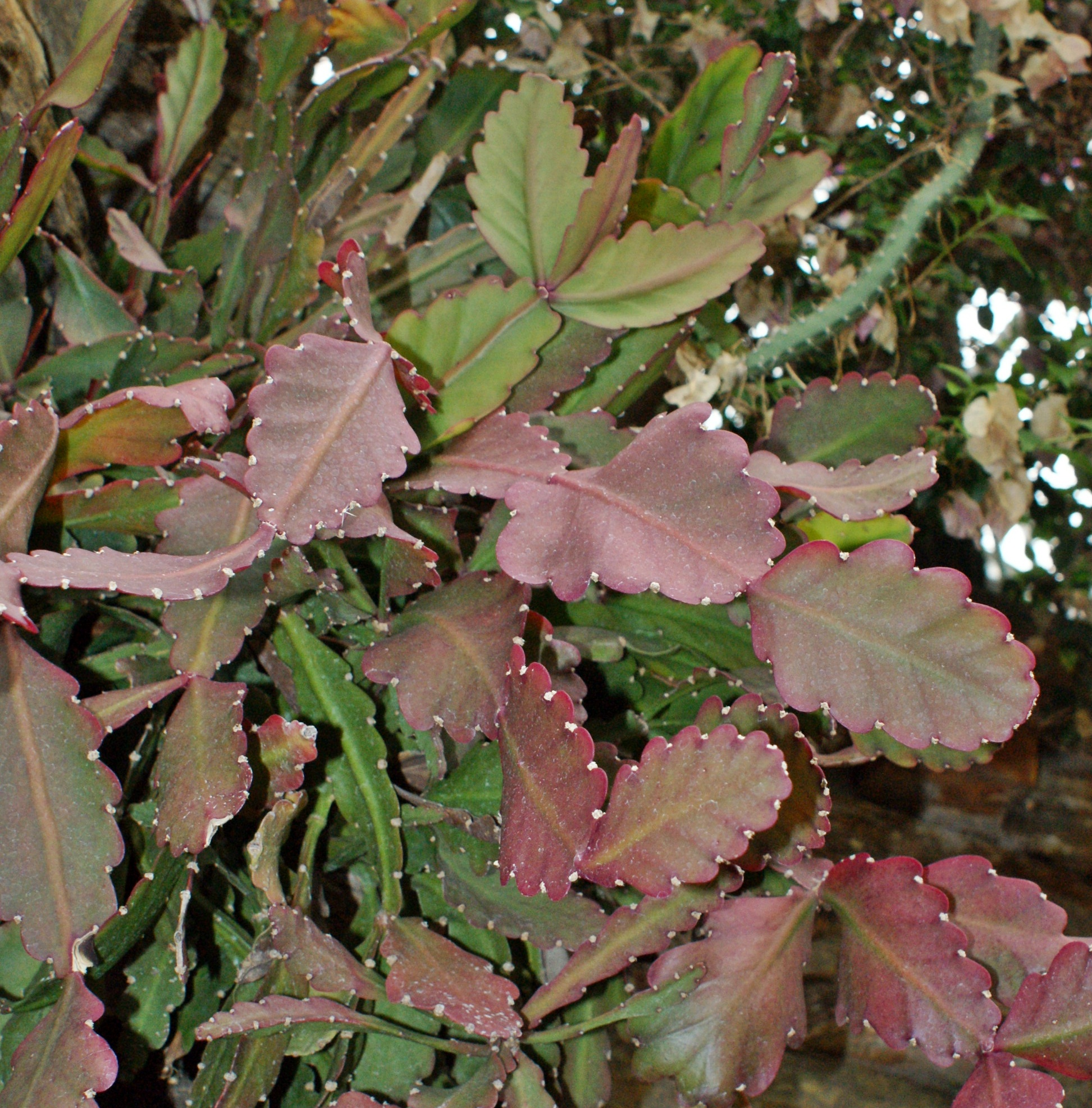